# ボスニア・ヘルツェゴビナ軍
ボスニア・ヘルツェゴビナ軍（ボスニア・ヘルツェゴビナぐん、Oružane Snage Bosne i Hercegovine, 略称：OSBiH、キリル文字：Оружане снаге Босне и Херцеговине, 略称：ОСБИХ）は、ボスニア・ヘルツェゴビナの国軍。

## 歴史
1995年のデイトン合意以降、ボスニア・ヘルツェゴビナの軍隊は各構成体別に組織され、ボスニア・ヘルツェゴビナ連邦軍とスルプスカ共和国軍のほか、兵力引き離し・停戦監視および治安維持活動を行うNATO主導の平和安定化部隊が展開されていた。
上級代表事務所とNATOのリーダーシップにより国軍再建を議論する国防改革委員会が設立され、2004年、ボスニア・ヘルツェゴビナ国防省が設立された。翌年には両軍が統合してボスニア・ヘルツェゴビナ軍が創設された。しかし、陸軍の主戦力である歩兵部隊は地域ごとに3つの連隊に分けられ、その連隊の指揮権は3つの民族で分割されている。具体的には、トゥズラの第4歩兵旅団ではボシュニャク人が、チャプリナの第5歩兵旅団ではクロアチア人が、バニャ・ルカの第6歩兵旅団ではセルビア人が指揮をとる。さらにこの下に歩兵大隊が民族別に分けられてそれぞれ3つ配置されているが、自民族の大隊以外に影響力を及ぼすのは困難という課題を抱えている。
国際平和協力活動としては、これまでにアフガニスタンにおける国際治安支援部隊、イラク多国籍軍、コンゴ共和国への派遣の実績があるほか、NATOとは「個別パートナーシップ行動計画」を取り決め、将来のNATO加盟を前提とした国防改革の相互協力を掲げている。

## 組織

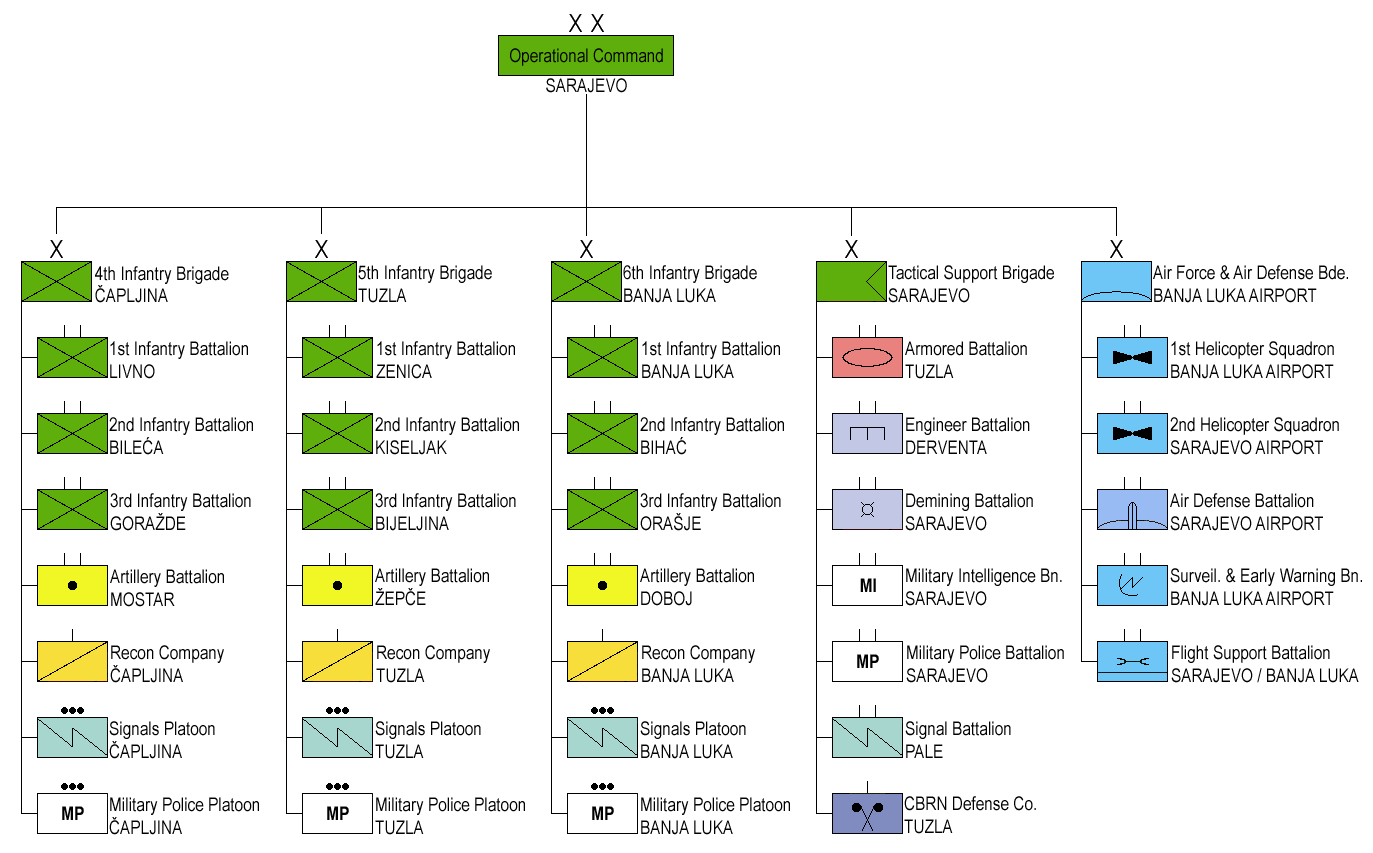
ボスニア・ヘルツェゴビナ軍の組織図（2020年）

### 二軍
ボスニア・ヘルツェゴビナ軍は、陸軍、空軍および防空軍の二軍種から成る。陸軍は統合軍化されている。
- ボスニア・ヘルツェゴビナ陸軍（Oružane snage Bosne i Hercegovine）
- ボスニア・ヘルツェゴビナ空軍および防空軍（英語版）（Brigada zračnih snaga i protivzračne odbrane, Brigada zračnih snaga i protuzračne obrane, Бригада ваздушних снага и противваздушне одбране）